# Continuity (Film)
Continuity (deutsch Kontinuität) ist ein deutscher Film von Omer Fast, der ursprünglich als Kurzfilm im Jahr 2012 veröffentlicht wurde, und im Jahr 2016 auf Spielfilmlänge erweitert in die Kinos kam.
In Deutschland lief der Kurzfilm vom 7. Juni bis 16. September 2012 auf der dOCUMENTA (13) in Kassel und unter anderem am 4. Mai 2013 bei den Internationalen Kurzfilmtagen in Oberhausen. Die erweiterte Version lief an der Berlinale 2016 in der Sektion Forum Expanded.

## Handlung
Katja und Thorsten sind mittleren Alters und verheiratet. In ihrem Hause bereiten sie einen Empfang vor und fahren danach zum Bahnhof um ihren dort wartenden Sohn Daniel (ein junger schlaksiger Mann, der eine Bundeswehruniform trägt) abzuholen. Das ganze Treffen verläuft komisch, da seine Eltern emotional werden, während er sich zunehmend von ihnen distanziert. Wieder Zuhause kann Daniel nichts mit der Zuneigung seiner Eltern anfangen, was sie wiederum verstört. Seine Mutter Katja unternimmt einen letzten Versuch ihn zu erreichen und streichelt Daniel, als dieser im Bett liegt. Am nächsten Tag sitzt das Ehepaar erneut im Auto, die beiden fahren schweigend zum Bahnhof. Dort wartet ein junger Mann in Bundeswehruniform an der gleichen Stelle wie am Vortag. Am nächsten Tag fahren sie erneut zu diesem Bahnhof …

## Kritiken zum Kurzfilm
„Die Jury des deutschen Wettbewerbs vergibt in Oberhausen klassischerweise zwei Preise: den 3Sat Förderpreis und den Preis für den besten Beitrag des deutschen Wettbewerbs. In diesem Jahr möchten wir neben diesen beiden Preisen gerne noch eine lobende Erwähnung an einen Film aussprechen, der bereits andernorts viel Aufmerksamkeit bekommen hat. Der Film beschäftigt sich mit einem Thema, mit dem sich in den letzten Jahren viele Filmemacher auseinandergesetzt haben, allerdings greift er dafür auf ein außergewöhnlich breitgefächertes Repertoire zurück: In einem komplexen Mash-Up aus Elementen der Film- und Kunstgeschichte spielt er geschickt mit den Erwartungen der Zuschauer. Diese finden sich in einem Loop wieder, dem sie nicht entkommen können. Ein perfektes Labyrinth.“

„Der Sohn kehrt aus dem Kriegseinsatz in Afghanistan zurück. Die Eltern sind verstörter als er. Die Geschichte hebt neu an, mit den gleichen Eltern. Ein anderer Sohn kehrt aus dem Kriegseinsatz in Afghanistan zurück. Wie der erste und alle folgenden ist er nicht der Sohn der traumatisierten Eltern, die ihren Jungen verloren haben, sondern ein Callboy. Doppelbödige Dialoge untermauern diese mindestens zweifache Lesart der zwanghaft immer wieder von Neuem abgerufenen Afghanistanheimkehrergeschichte, deren Einstellungen und Dialoge sich mit jedem Mal so verändern, dass ihre Bedeutung eine Verschiebung erfährt. Durch die hochglänzende Oberfläche bricht eine vermeintliche afghanische Realität, wie sie in Deutschland visioniert wird, für kurze Momente in das Geschehen herein. Sie kann nur die Unüberbrückbarkeit zwischen den beiden Welten sichtbar machen. Der Film spielt mit Konzepten von Linearität und wiederkehrenden Motiven, sodass deutsche Kontinuitäten und filmische Erzählweisen, deutsche Geschichten und Geschichte offengelegt werden. Eine befreiende Auflösung, ein endgültiges Verstehen wird immer weiter aufgeschoben.
Der Preis geht an Omer Fasts „Continuity“ – für eine äußerst komplexe Struktur, die er in eine politische Dimension überführt.“

„Mit beeindruckenden kinematographischen Mitteln und exzellenten Darstellern gelingt es dem Film (‚Continuity‘) das Thema des Kriegsheimkehrers und -opfers auf irritierende Art und Weise zu inszenieren. Der Film (‚Continuity‘) folgt keiner linearen Handlungslogik und zieht uns dennoch erzählerisch in seinen Bann. Mehrdeutig wirft er zahlreiche Fragen auf, die über den Aspekt des Verlusts hinausgehen und ein unheimliches und gleichermaßen erotisches Familienporträt skizzieren.“

## Auszeichnungen
Internationale Kurzfilmtage Oberhausen 2013
- Lobende Erwähnung der Jury des deutschen Wettbewerbs

Internationales Kurzfilm-Festival Hamburg 2013
- Jurypreis des Deutschen Wettbewerbs

Deutscher Kurzfilmpreis 2013
- Sonderpreis für Filme mit einer Laufzeit von mehr als 30 bis 78 Minuten